# Градски стадион у Суботици
Градски стадион Суботица је вишенаменски стадион у Суботици, Србија. Тренутно се користи највише за фудбал и атлетику, и он је домаћи терен клубова ФК Спартак и ЖФК Спартак.
Стадион тренутно има капацитет за око 13.000 људи, раније је могао да прими око 28.000.

## Историја

### Изградња
Стадион је изграђен 1936. године, а свечано отворен 6. јуна 1936. за слет северних Жупа савеза Краљевине Југославије, тада се звао стадион „Краља Петра II“. Стадион је био део пројекта „Велики народни парк“ Косте Петровића, којим је било планирано стварање парка са спортским и забавним садржајима на простору данашње променаде на Прозивци и Шандорске бање, али који није завршен због Другог светског рата.
Године 1972, су бетониране тренутне трибине, a већу реконструкцију стадион је имао 1978. године Стадион има фудбалски терен и атлетску стазу, а такође постоје и 2 помоћна терена.

### Стадион у 21. веку
Стадион је годинама био у веома лошем стању јер у њега није улагано, па је нпр. Спартак своје утакмице у европским такмичењима у сезони 2010/11. морао да игра у другом граду јер градски стадион у Суботици није испуњавао услове за играње УЕФА такмичења.
У марту 2017. завршено је постављање рефлекторског осветљења по УЕФА стандардима, сијалице су била донација Фудбалског савеза Србије док је стубове, грађевинске и електро радове финансирала локална самоуправа. Током 2018. у инвестицији вредној 90 милиона динара постављена је нова атлетска тартан стаза по међународним стандардима, а такође је обновљен травнати терен, уз инсталацију система за заливање терена. Марта 2019. постављен је и нови ЛЕД семафор, донација Фудбалског савеза Србије.
Током прве половине 2019. представљен је идејни пројекат реконструкције стадиона, а октобра исте године градско веће усвојило је и план детаљне регулације за уређење комплекса Градског стадиона и његовог окружења. Према најави радови би се изводили фазно, а реконструкција би се финансирала из градског и републичког буџета. По пројекту то би био стадион категорије 4 по УЕФА стандардима, а укупан капацитет након реконструкције био би 8.802 седећих места.

## Утакмице репрезентације
Фудбалска репрезентација Југославије је на овом стадиону одиграла две утакмице.
| #                           | Датум                       | Такмичење                   | Противник                   | Резултат                    | Гледалаца                   |                             |
| СФР Југославија (1945–1992) | СФР Југославија (1945–1992) | СФР Југославија (1945–1992) | СФР Југославија (1945–1992) | СФР Југославија (1945–1992) | СФР Југославија (1945–1992) | СФР Југославија (1945–1992) |
| --------------------------- | --------------------------- | --------------------------- | --------------------------- | --------------------------- | --------------------------- | --------------------------- |
| 1.                          | 25. март 1981.              | Пријатељска                 | Бугарска                    | 2:1                         | 20.000                      |                             |
| 2.                          | 31. март 1984.              | Пријатељска                 | Мађарска                    | 2:1                         | 25.000                      |                             |